# Condado de Lincoln (Wisconsin)
O Condado de Lincoln é um dos 72 condados do Estado americano do Wisconsin. A sede do condado é Merrill, e sua maior cidade é Merrill. O condado possui uma área de 2 349 km² (dos quais 62 km² estão cobertos por água), uma população de 29 641 habitantes, e uma densidade populacional de 13 hab/km² (segundo o censo nacional de 2000). O condado foi fundado em 1874.